# Helius (Helius) darlingtonae
Helius (Helius) darlingtonae is een tweevleugelige uit de familie steltmuggen (Limoniidae). De soort komt voor in het Neotropisch gebied.